# Онака (Јужна Дакота)
Онака (енгл. Onaka) град је у америчкој савезној држави Јужна Дакота.

## Демографија
По попису из 2010. године број становника је 15, што је 15 (-50,0%) становника мање него 2000. године.
| Група             | 2000.       | 2010.       |
| Белци             | 30 (100,0%) | 15 (100,0%) |
| Афроамериканци    | 0 (0,0%)    | 0 (0,0%)    |
| Азијати           | 0 (0,0%)    | 0 (0,0%)    |
| Хиспаноамериканци | 0 (0,0%)    | 0 (0,0%)    |
| Укупно            | 30          | 15          |